# MBC 토요 드라마
MBC 토요 드라마는 대한민국의 문화방송에서 매주 토요일에 방송되었던 TV 드라마 작품이다.

## 작품 리스트
|  | - 아래의 텔레비전 드라마 중 2002년 11월 이후에 시청 가능 연령을 표시하는 드라마 등급 제도를 의무적으로 시행하고 있습니다. - 2017년 3월 1일부터 TV 프로그램 등급 표시 외에 주제, 폭력성, 선정성, 언어, 모방 위험 등 분류 사유 표시를 의무적으로 시행하고 있습니다. |

### 1969년 개국 이후
- 《이발관장 변덕질》 : 1969년 11월 15일 ~ 1970년 1월 17일

### 1970년대
- 《더 높은 곳을 향하여》 : 1970년 1월 24일 ~ 1970년 5월 30일
- 《떠날 수 없는 아픔》 : 1970년 6월 6일 ~ 1970년 8월 27일
- 《너를 사랑한다》 : 1970년 12월 12일 ~ 1971년 2월 27일
- 《수사반장》 : 1971년 3월 6일 ~ 1971년 5월 29일
- 《113 수사본부》 : 1973년 10월 13일 ~ 1981년 3월 14일
- 《제3교실》 : 1975년 10월 11일 ~ 1976년 4월 3일

### 1990년대
- 《김형사 강형사》 : 1990년 5월 5일 ~ 1990년 10월 23일
- 《사람과 사람》 : 1990년 10월 20일 ~ 1991년 4월 20일
- 《무동이네 집》 : 1991년 4월 27일 ~ 1991년 10월 5일
- 《테마극장》 : 1994년 10월 22일 ~ 1995년 4월 15일 - 시트콤
- 《테마게임》 : 1995년 4월 22일 ~ 1995년 10월 7일, 1996년 1월 20일 ~ 1999년 10월 9일 - 시트콤

### 2000년대
- 《베스트극장》 : 2005년 10월 29일 ~ 2007년 3월 10일

### 2010년대
- 《심야병원》 : 2011년 10월 15일 ~ 2011년 12월 17일
- 《마이 리틀 베이비》 : 2016년 3월 5일 ~ 2016년 4월 23일
- 《밥상 차리는 남자》 : 2017년 10월 21일 ~ 2017년 11월 4일
- 《돈꽃》 : 2017년 11월 11일 ~ 2018년 2월 3일
- 《데릴남편 오작두》 : 2018년 3월 3일 ~ 2018년 5월 19일
- 《이별이 떠났다》 : 2018년 5월 26일 ~ 2018년 8월 4일
- 《숨바꼭질》 : 2018년 8월 25일 ~ 2018년 11월 17일
- 《신과의 약속》 : 2018년 11월 24일 ~ 2019년 2월 16일
- 《슬플 때 사랑한다》 : 2019년 2월 23일 ~ 2019년 4월 27일
- 《이몽》 : 2019년 5월 4일 ~ 2019년 7월 13일
- 《황금정원》 : 2019년 7월 20일 ~ 2019년 10월 26일
- 《두 번은 없다》 : 2019년 11월 2일 ~ 2020년 3월 7일

## 같이 보기
- MBC 주말 특별기획 드라마